# Lilium nanum
Lilium nanum là một loài thực vật có hoa trong họ Liliaceae. Loài này được Klotzsch miêu tả khoa học đầu tiên năm 1862.